# George F. Carrier
George Francis Carrier (* 4. Mai 1918 in Millinocket, Maine; † 8. März 2002 in Boston) war ein US-amerikanischer Mathematiker und Professor für Angewandte Mathematik an der Harvard University. Er war für seine Fähigkeit bekannt, intuitiv ein physikalisches System modellieren und daraus eine mathematische Lösung ableiten zu können. Er arbeitete insbesondere an Modellen der Strömungslehre, von Verbrennungsprozessen und Tsunamis.

## Leben
Carrier graduierte 1939 zum Master of Engineering und wurde 1944 an der Cornell University bei James N. Goodier promoviert (Investigations in the field of aelotropic elasticity and the bending of the sectorial plate). Als Post-Doktorand war er zwei Jahre an der Harvard University (Harvard Engineering School) und 1946 wurde er Assistant Professor an der Brown University, wo er 1947 Associate Professor und 1948 Professor wurde. Dort sichtete er im Auftrag der US Air Force die Literatur über Überschallströmungen. 1952 wurde er Gordon McKay Professor of Mechanical Engineering an der Harvard University. 1972 wurde er dort T. Jefferson Coolidge Professor für Angewandte Mathematik.
Er war Koautor einer Reihe von mathematischen Lehrbüchern und von über 100 Veröffentlichungen.
1990 erhielt er für seine Beiträge zu den Naturwissenschaften die National Medal of Science, den höchsten Wissenschaftspreis der Vereinigten Staaten. 1979 erhielt er den Theodore von Kármán Prize.
Er starb am 8. März 2002 an Speiseröhrenkrebs.
Er war Mitherausgeber des Journal of Fluid Mechanics, des Quarterly of Applied Mathematics und des SIAM Journal of Applied Mathematics.
1953 wurde Carrier in die American Academy of Arts and Sciences gewählt, 1967 in die National Academy of Sciences und 1976 in die American Philosophical Society.

## Carriers Regel
Carrier ist bekannt für „Carriers Regel“ (engl. Carrier's rule), einer scherzhaften Erklärung, warum divergierende asymptotische Folgen oft schon nach wenigen Folgengliedern gute Näherungen liefern, wohingegen man bei konvergenten Folgen oft viele Glieder benötigt, um eine gute Näherung zu bekommen: „Divergente Folgen konvergieren schneller, weil sie nicht konvergieren müssen.“

## Schriften
- mit Max Krook, Carl E. Pearson Functions of a complex variable. Theory and Technique, McGraw Hill 1966, SIAM 2005
- mit Carl E. Pearson Ordinary Differential Equations, Blaisdell 1968, SIAM 1991
- mit Carl E. Pearson Partial Differential Equations. Theory and Technique, Academic Press 1976, 1988
- Aerodynamics of high speed, Dover 1951